# Hardin Richard Runnels

Hardin Richard Runnels

Hardin R. Runnels (* 30. August 1820 in Mississippi; † 25. Dezember 1873 im Bowie County, Texas) war ein US-amerikanischer Politiker (Demokratische Partei) und der 6. Gouverneur des Bundesstaates Texas.
Runnels wurde als Sohn von Hardin D. Runnels und Martha „Patsy“ Burch (geb. Darden) im Bundesstaat Mississippi geboren. Sein Vater starb 1839 und 1842 zog er mit seiner Mutter, seinen drei Brüdern und seinem Onkel Hiram Runnels nach Texas. Der Onkel war zwischen 1833 und 1835 Gouverneur von Mississippi. Die Familie siedelte zuerst am Brazos River, zog aber kurze Zeit später weiter in das Bowie County, wo sie eine Baumwollplantage am Red River aufbauten. Von 1847 bis 1855 war er während der zweiten, dritten, vierten und fünften Legislaturperiode der Texas Legislature Abgeordneter im Repräsentantenhaus von Texas. 1853 folgte er auf David Catchings Dickson als Speaker dieser Parlamentskammer.
Am 21. Dezember 1857 nach seiner Tätigkeit als Vizegouverneur (1855–1857) wurde er als Nachfolger von Elisha M. Pease Gouverneur von Texas und blieb im Amt bis zum 21. Dezember 1859. Sein Nachfolger wurde Sam Houston, der ehemalige Präsident der Republik Texas.